# El Nacimiento
El Nacimiento, también conocida como El Nacimiento de los Kikapúes y oficialmente denominada como Tribu Kikapoo (Nacimiento), es una localidad del estado mexicano de Coahuila de Zaragoza, el principal asentamiento de los kikapúes en México, forma parte del municipio de Múzquiz.

## Historia
La llegada de la tribu kikapú a México fue a consecuencia de su enfrentamiento primero con ingleses y luego con los estadounidenses al pasar sus lugares de origen a formar parte de los Estados Unidos, en 1828 el presidente Guadalupe Victoria aceptó su solicitud de emigrar a México y les concedió tierras en Texas, en 1836 Texas se declaró independiente de México y luego se incorporó a Estados Unidos, por lo que en 1850 nuevamente solicitaron refugio a México, en 1852 el presidente José Joaquín de Herrera se los concedió nuevamente, otorgándoles entonces las tierras en donde se encuentran actualmente al norte de Coahuila, fundando la población de El Nacimiento en el curso alto del río Sabinas, con la condición de que colaboraran en el combate de las tribus apaches y comanches que en aquel momento asolaban a los estados del norte de México, la emigración más importante se dio en el año de 1864, ya en 1861 Benito Juárez había confirmado el permiso para su establecimiento dándole a su asentamiento el carácter de colonia federal; posteriormente en 1919 Venustiano Carranza les donó un total de 7,000 hectáreas, que luego recibieron gran impulso durante del gobierno de Lázaro Cárdenas del Río.

## Localización y demografía
El Nacimiento de los Kikapúes se localiza en el norte de Coahuila en la denominada Región Carbonífera, en el municipio de Múzquiz, sus coordenadas geográficas son 28°02′21″N 101°47′08″O / 28.03917, -101.78556 y se encuentra a una altitud de 560 metros sobre el nivel del mar, su entorno se encuentra en una valle en el curso alto del río Sabinas, rodeado por la alturas de la Sierra de Santa Ana, la Sierra de Santa Anita y la Sierra Hermosa de Santa Rosa, lugar de nacimiento de dicho río. Se localiza a unos 40 kilómetros al noroeste de Ciudad Melchor Múzquiz, la cabecera municipal, con la que se comunica inicialmente por un camino de terracería que lo une a la cercana localidad de Morelos, desde donde enlaza con la Carretera Federal 53 que conduce a Múzquiz y al resto del estado hacia el este, mientras que hacia el norte conduce hacia Boquillas del Carmen y la Frontera entre Estados Unidos y México.
De acuerdo con los resultados del Conteo de Población y Vivienda de 2005 realizado por el Instituto Nacional de Estadística y Geografía la población total de El Nacimiento es de 164 habitantes, de los cuales 85 son hombres y 79 mujeres.